# Zbigniew Pronaszko

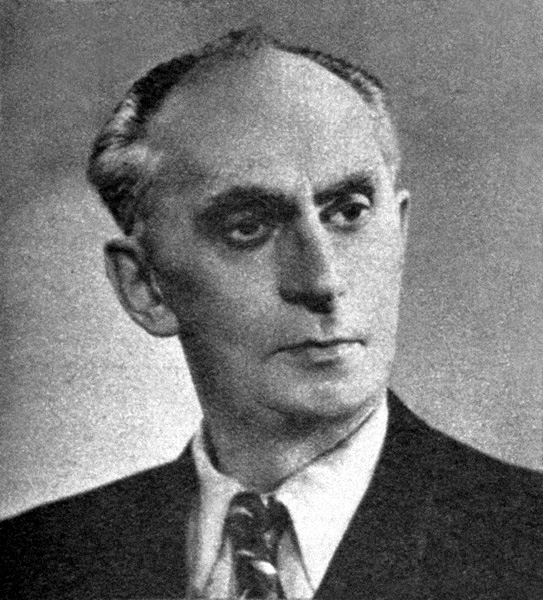
Zbigniew Pronaszko, 1949

Zbigniew Pronaszko (* 27. Mai 1885 in Debreczyn bei Jampol; † 8. Februar 1958 in Krakau) war ein polnischer Maler, Bildhauer, Bühnenbildner und Hochschullehrer. Er wird zu den herausragenden Vertretern  des polnischen Expressionismus und der polnischen Avantgarde in der Zwischenkriegszeit gezählt.

## Leben
Pronaszko war der Sohn eines Fabrikanten und studierte von 1906 bis 1911 an der Akademie der Bildenden Künste in Kiew sowie unter Teodor Axentowicz und Jacek Malczewski an der Akademie der Bildenden Künste in Krakau. Er bereiste Paris, Italien und München. Von 1914 bis 1917 lebte er in Zakopane.
Im Jahr 1917 gründete er gemeinsam mit seinem jüngeren Bruder Andrzej (1888–1961) und dem Maler Titus Czyżewski die Künstler-Gruppe „Ekspresjoniści Polscy“ (deutsch: Polnische Expressionisten; später umbenannt in Formisten). Er organisierte deren erste Ausstellung (1917) in Krakau. 1919 und 1920 arbeitete er am Warschauer „Reduta“-Theater als Bühnenbildner und in den Jahren 1925 und 1926 in gleicher Funktion für das „Bogusławski“-Theater (Teatr im. Bogusławskiego). Er war auch Mitbegründer des Avantgarde-Theaters „Cricot“. Von 1923 bis 1925 war er als Dozent an der Kunstfakultät der Universität Wilna tätig.
Ab 1925 lehrte er an der Freien Malschule in Krakau und von 1945 an wirkte er als Professor an der Krakauer Akademie. Schüler von ihm waren Stefan Gierowski (* 1925) und Andrzej Wróblewski (1927–1957).
Im Jahr 1953 gewann er einen staatlichen Preis zweiter Klasse (poln.: Nagroda Państwowa II stopnia). 1954 wurde er anlässlich des zehnten Jahrestages der Gründung der Volksrepublik Polen mit dem Komturkreuz des Ordens Polonia Restituta ausgezeichnet. Im Jahr 1949 erhielt er vom polnischen Präsidenten Bolesław Bierut den Orden Banner der Arbeit zweiter Klasse (poln.: Order Sztandaru Pracy).
Neben Künstlern wie Edward Okuń, Felicjan Kowarski und Leonard Pękalski war er 1928 an den in der Zwischenkriegszeit ausgeführten Fassadenmalereien der Häuser am Alten Markt in Warschau beteiligt.
Pronaszko stellte in den 1920er und 1930er Jahren regelmäßig im In- und Ausland aus. Mehrfach wurde er von der Gesellschaft der Freunde der Bildenden Künste in Krakau (1913, 1921, 1928, 1929 und 1932) sowie von vergleichbaren Institutionen in Warschau (1919, 1931, 1935, 1936 und 1937) gezeigt. Er war in Lemberg (1911, 1912 und 1913), am Carnegie Institute in Pittsburgh (1931), auf der Biennale in Venedig (1932), auf dem Herbstsalon (1928) und der Weltausstellung in Paris (1937), in der Secessionshalle in Wien (1928) wie auf vielen weiteren Gruppen- und Einzelausstellungen vertreten.

## Pronaszkos Werk
Sein Werk ist eine Mischung aus Formismus und Kolorismus (Kapismus). Frühe Gemälde zeigen den Einfluss Malczewskis. Ab 1912 tauchten in seinen Statuen kubistisch-expressionistische Formen auf. Solche deutlichen kubistischen Elemente fanden sich unter den polnischen Malern erstmals bei ihm. Es folgte eine klassizistische Phase. Das von ihm 1922 entworfene Denkmal von Adam Mickiewicz in Vilnius vereint den dynamischen Ausdruck des Expressionismus mit dem monumentalen des Klassizismus in gelungener Symbiose. Ab Mitte der 1920er entstanden postimpressionistische Bilder – farbenbetonte Landschaften, Porträts und Stillleben; zunächst dunkelfarbig, ab Mitte der 1930er Jahre zunehmend heller und dekorativer.